# Landkreis Oberbarnim

Kreiswappen

Der Landkreis Oberbarnim, ursprünglich Kreis Oberbarnim, bis ins 19. Jahrhundert auch Oberbarnimscher Kreis genannt, war ein Landkreis in Brandenburg. Er entstand 1451 durch die Aufteilung des Barnims in einen „Oberen Kreis“ und einen „Niederen Kreis“ und bestand im Kurfürstentum Brandenburg, Preußen, in der SBZ und in der DDR bis 1952.
Der Kreis Oberbarnim umfasste am 1. Januar 1945 die Städte Bad Freienwalde, Biesenthal, Finow, Strausberg, Werneuchen und Wriezen, 80 weitere Gemeinden und einen Forst-Gutsbezirk in der preußischen Provinz Brandenburg.
Der Stadtkreis Eberswalde lag von 1911 bis 1950 als Enklave innerhalb des Kreisgebiets. Heute gehört das ehemalige Kreisgebiet im Westen zum Landkreis Barnim und im Osten zum Landkreis Märkisch-Oderland.

## Verwaltungsgeschichte

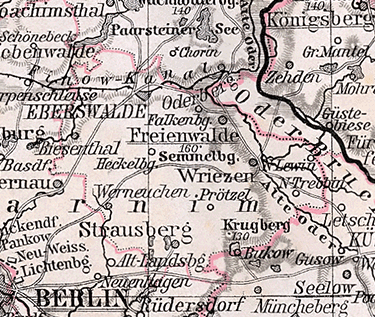
Das Kreisgebiet 1905

In der nachmittelalterlichen Zeit bildete sich in der Mark Brandenburg eine Gliederung in Kreise heraus. Einer dieser historischen Kreise war der Oberbarnimsche Kreis bzw. Kreis Oberbarnim. Im Rahmen der Preußischen Reformen erfolgte 1816 im Regierungsbezirk Potsdam eine Kreisreform, durch die der Kreis Oberbarnim mit Wirkung zum 1. April 1817 mehrere Orte an Nachbarkreise abgeben musste:
- Die Stadt Oderberg wechselte aus dem Kreis Oberbarnim in den neuen Kreis Angermünde.
- Das Amt Rüdersdorf (Erkner, Hennickendorf, Herzfelde, Kagel, Lichtenow, Rehfelde, Rüdersdorf, Werder und Zinndorf) wechselte aus dem Kreis Oberbarnim in den Kreis Niederbarnim.
- Die Orte Klein Buckow, Hasenholz und Garzin wechselten aus dem Kreis Oberbarnim in den Kreis Lebus im Regierungsbezirk Frankfurt.

Das Landratsamt war in Freienwalde a./Oder.

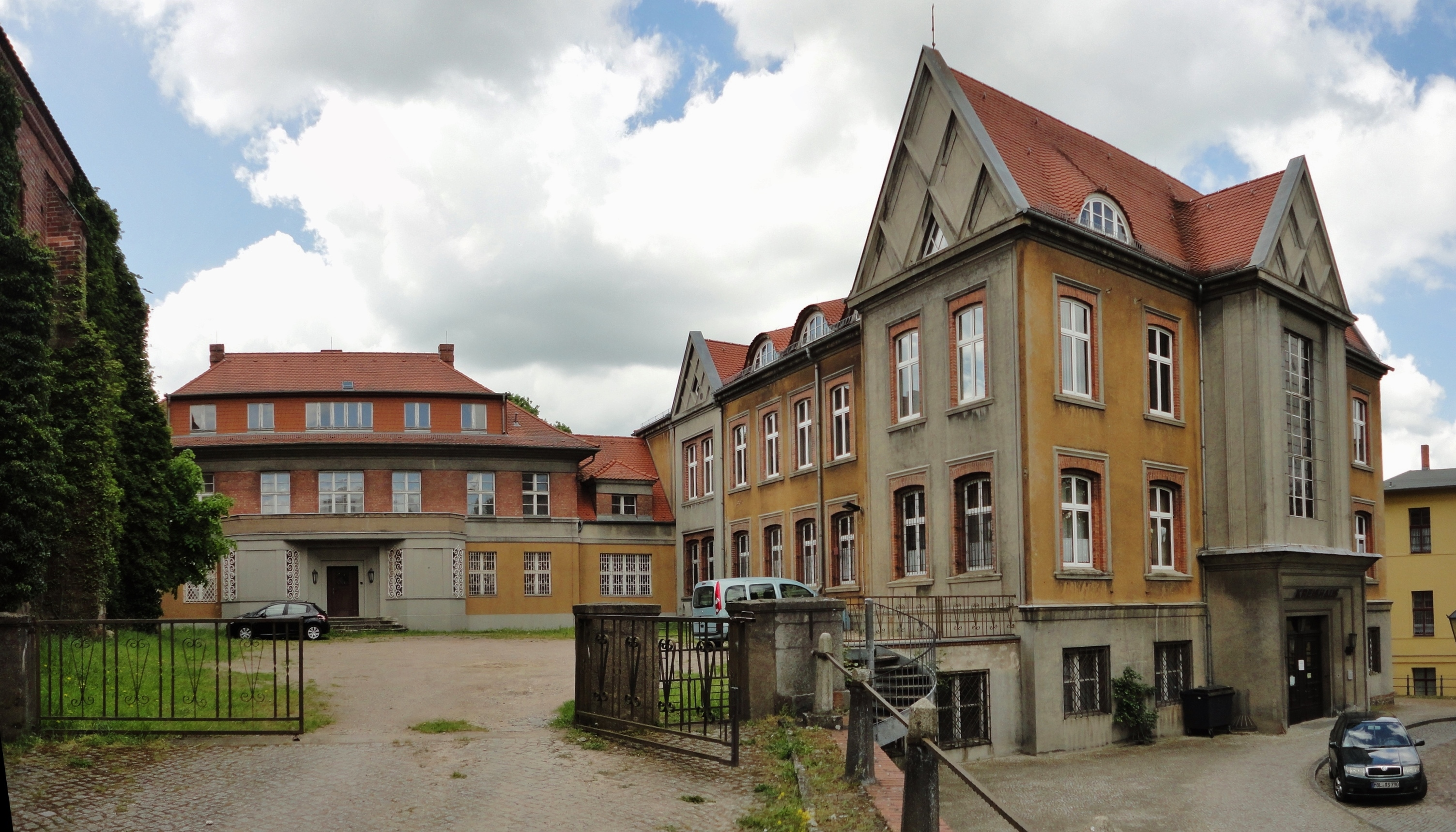
Ehemaliger Sitz der Kreisverwaltung (Aufnahme 2015)

Am 1. April 1911 schied die Stadt Eberswalde aus dem Kreis Oberbarnim aus und bildete fortan einen eigenen Stadtkreis. Zum 30. September 1928 fand im Kreis Oberbarnim entsprechend der Entwicklung im übrigen Freistaat Preußen eine Gebietsreform statt, bei der alle Gutsbezirke aufgelöst und benachbarten Landgemeinden zugeteilt wurden. Am 1. Mai 1936 wurde die Gemeinde Kupferhammer aus dem Kreis Oberbarnim in den Stadtkreis Eberswalde eingegliedert. Im April 1945 eroberte die Rote Armee das Kreisgebiet.
Mit Wirkung zum 15. März 1946 kamen durch Beschluss des Präsidiums der Provinzialverwaltung der „Mark Brandenburg“, die 1947 im Land Brandenburg aufgehen sollte, die Gemeinden Adlig Reetz, Altglietzen, Altreetz, Altwustrow, Bralitz, Gabow, Hohenwutzen, Karlsbiese, Karlshof, Königlich Reetz, Neuglietzen, Neuküstrinchen, Neulietzegöricke, Neuranft, Neurüdnitz, Neutornow, Neuwustrow, Neuenhagen und Schiffmühle des aufgelösten Kreises Königsberg Nm. zum nunmehr Landkreis Oberbarnim genannten Kreis. Nach der Auflösung Preußens gehörte der Landkreis Oberbarnim zum neuen Land Brandenburg.
Das Gesetz über die Änderung zur Verbesserung der Kreis- und Gemeindegrenzen vom 28. April 1950 brachte zum 1. Juli 1950 umfangreiche Gebietsänderungen:
- Die Stadt Eberswalde verlor ihre Kreisfreiheit und kehrte in den Landkreis zurück.
- Die Gemeinden Britz, Hohensaaten, Liepe, Niederfinow, Oderberg i./Mark und Werbellin wechselten vom Landkreis Angermünde in den Landkreis Oberbarnim.
- Aus dem Landkreis Oberbarnim wechselten die Gemeinden Biesenthal, Buchholz, Danewitz, Hirschfelde, Ladeburg, Rüdnitz, Schönfeld, Tempelfelde, Weesow, Wegendorf, Werneuchen, Wesendahl und Willmersdorf in den Landkreis Niederbarnim.
- Aus dem Landkreis Oberbarnim wechselten die Gemeinden Altbarnim, Neubarnim, Neutrebbin, Sietzing, Wuschewier und Zelliner Loose in den neugebildeten Kreis Seelow.

Zum 25. Juli 1952 wurde der Landkreis Oberbarnim aufgelöst und zu den Kreisen Eberswalde, Bad Freienwalde, Seelow sowie Strausberg im neu gebildeten Bezirk Frankfurt/Oder der DDR.

## Einwohnerentwicklung
| Jahr | Einwohner | Quelle |
| ---- | --------- | ------ |
| 1750 | 22.192    | [ 9 ]  |
| 1800 | 41.417    | [ 9 ]  |
| 1816 | 36.135    | [ 10 ] |
| 1846 | 56.834    | [ 11 ] |
| 1871 | 71.514    | [ 12 ] |
| 1890 | 84.018    | [ 13 ] |
| 1900 | 92.180    | [ 13 ] |
| 1910 | 103.058   | [ 13 ] |
| 1925 | 80.657    | [ 13 ] |
| 1933 | 84.437    | [ 13 ] |
| 1939 | 90.511    | [ 13 ] |
| 1946 | 100.838   | [ 14 ] |

## Landräte
- 1709–1738 Johann Ludwig von Barfus
- 1738–1753 Albrecht Siegmund Friedrich von Barfus (1710–1754)
- 1754–1771 Christoph von der Schulenburg
- 1771–1797 Carl Christoph August von Pfuel (1720–1797)
- 1797–1810 Leopold Friedrich von Reichenbach (1745–1831)
- 1810–1821 Friedrich Ludwig von Vernezobre (1776–1827)[15]
- 1821–1825 Christian Alexander Albrecht Carl von der Schulenburg (1773–1850)
- 1825–1844 Carl von Zedlitz-Trützschler (1800–1880)
- 1844–1874 Alexis von Haeseler (1801–1889)
- 1874–1885 Felix von Bethmann Hollweg (1824–1900)
- 1885–1896 Theobald von Bethmann Hollweg (1856–1921)
- 1896–1909 Heinrich von Oppen (1869–1925)
- 1909–1919 Georg von Müffling genannt Weiß (1875–1957)
- 1919–1932 Peter Friedrich Mengel (1884–1967)
- 1932–1933 Karl Ott (1879–unbekannt)
- 1933–1945 Albrecht Ernst von Thaer (1900–1946)
- 1945–1946 Erich Hannemann (1900–1970)
- 1946–1950 Wilhelm Eisenführ (1897–1970)
- 1950–1953 Karl Tessen (1900–1965)

## Kommunalverfassung bis 1945
Der Keis Oberbarnim gliederte sich in Städte, in Landgemeinden und – bis zu deren Auflösung im Jahre 1928 – in Gutsbezirke. Mit Einführung des preußischen Gemeindeverfassungsgesetzes vom 15. Dezember 1933 sowie der Deutschen Gemeindeordnung vom 30. Januar 1935 wurde zum 1. April 1935 das Führerprinzip auf Gemeindeebene durchgesetzt. Eine neue Kreisverfassung wurde nicht mehr geschaffen; es galt weiterhin die Kreisordnung für die Provinzen Ost- und Westpreußen, Brandenburg, Pommern, Schlesien und Sachsen vom 19. März 1881.

## Städte und Gemeinden

### Stand 1945
Dem Kreis Oberbarnim gehörten 1945 die folgenden Städte und Gemeinden an:
| - Altfriedland - Altlewin - Altmädewitz - Altranft - Alttrebbin - Altwriezen - Bad Freienwalde, Stadt - Batzlow - Beauregard - Beiersdorf - Biesenthal, Stadt - Bliesdorf - Bollersdorf - Brunow - Buchholz - Danewitz - Dannenberg - Eichwerder - Falkenberg/Mark - Finow, Stadt - Finowfurt | - Frankenfelde - Freudenberg - Garzau - Gersdorf - Gielsdorf - Großbarnim - Grunow - Grüntal - Harnekop - Haselberg - Heckelberg - Heinrichsdorf - Hirschfelde - Hohenfinow - Hohenstein - Ihlow - Kerstenbruch - Kleinbarnim - Klobbicke - Klosterdorf - Kunersdorf - Ladeburg | - Leuenberg - Lichterfelde - Lüdersdorf - Melchow - Metzdorf - Neubarnim - Neugaul - Neukietz b. Wrietzen - Neulewin - Neumädewitz - Neutrebbin - Pritzhagen - Prötzel - Rathsdorf - Reichenberg - Reichenow - Ringenwalde - Rüdnitz - Ruhlsdorf - Schönfeld - Schönholz | - Schulzendorf - Sietzing - Sommerfelde - Sonnenburg - Spechthausen - Steinbeck - Sternebeck - Strausberg, Stadt - Tempelfelde - Tiefensee - Tornow - Trampe - Tuchen - Weesow - Wegendorf - Werneuchen, Stadt - Wesendahl - Willmersdorf - Wollenberg - Wölsickendorf - Wriezen, Stadt - Wuschewier |

Daneben bestand 1945 noch der Gutsbezirk Forst Barnimer Heide.
Nach dem Zweiten Weltkrieg wurden auch noch die Orte Biesdorf, Kruge, Möglin und Zelliner Loose zu Gemeinden erhoben.

### Vor 1945 aufgelöste Gemeinden
- Alt Bliesdorf, am 1. Januar 1926 zu Bliesdorf
- Altkietz b. Freienwalde, 1928 zu Bad Freienwalde
- Altkietz b. Wriezen, am 1. Januar 1926 zu Wriezen
- Alt Tornow, 1928 zu Bad Freienwalde
- Amalienhof, am 1. Januar 1926 zu Falkenberg
- Broichsdorf, am 1. Januar 1926 zu Falkenberg
- Burgwall, zu Neutrebbin
- Eberswalde, seit dem 1. April 1911 kreisfreie Stadt
- Grube, am 1. April 1935 zu Neutrebbin
- Heegermühle, am 1. Januar 1926 mit den Gutsbezirken Eisenspalterei, Messingwerke und Wolfswinkel zur Gemeinde Finow zusammengeschlossen
- Jäckelsbruch, am 1. Januar 1926 zu Eichwerder
- Karlsdorf, zu Altfriedland
- Kupferhammer, am 1. Mai 1936 zu Eberswalde
- Neu Bliesdorf, am 1. Januar 1926 zu Bliesdorf
- Neukietz b. Freienwalde a./Oder, zu Bad Freienwalde
- Schöpfurth und Steinfurth, am 1. Januar 1929 zur Gemeinde Finowfurt zusammengeschlossen
- Sydow, am 1. Januar 1926 zu Grüntal
- Vevais, am 1. Januar 1926 zu Bliesdorf
- Wubrigsberg, zu Neutrebbin

### Namensänderungen
1925 änderte sich die Bezeichnung von Freienwalde a./Oder in Bad Freienwalde (Oder). 1932 fanden kleinere Änderungen im Schriftbild dadurch statt, dass die Schreibweise für Ortsnamen wie Alt Friedland in Altfriedland, Alt Ranft in Altranft und Neu Gaul in Neugaul geändert wurden.

## Sekundärliteratur
- R. Nath: Zur Medicinal-Statistik. Die Geburts- und Sterblichkeitsverhältnisse des Kreises Oberbarnim pro 1876. G. Reimer, Berlin 1878. Digitalisat